# Haywardina stella
Haywardina stella är en fjärilsart som beskrevs av Hayward 1957. Haywardina stella ingår i släktet Haywardina och familjen praktfjärilar. Inga underarter finns listade i Catalogue of Life.